# Tour de Suisse 2003
La 67e édition du Tour de Suisse s'est déroulée du 16 au 25 juin 2003 sur une distance de 1 444 km, de Egerkingen à Aarau.
Le Kazakh Alexandre Vinokourov remporte la compétition en 36 h 38 min 58 s.

## Présentation

### Équipes
17 équipes participent à ce Tour de Suisse. On retrouve seize équipes de 1re division et une équipe de deuxième division :
| Groupes sportifs I (16)- AG2R Prévoyance - Crédit agricole - Team Bianchi - CSC - Domina Vacanze-Elitron - Fassa Bortolo - Fdjeux.com - Gerolsteiner - Lampre - Lotto-Domo - Palmans-Collstrop - Phonak Hearing Systems - Quick Step-Davitamon - Saeco - Telekom - Vini Caldirola-Saunier Duval Groupe sportif II- CCC Polsat-Atlas |
| |

## Étapes
| Étape     | Date    | Villes étapes               | type                        | Distance (km) | Vainqueur d'étape    | Leader du classement général |
| --------- | ------- | --------------------------- | --------------------------- | ------------- | -------------------- | ---------------------------- |
| Prologue  | 16 juin | Egerkingen – Egerkingen     | contre-la-montre individuel | 6,5           | Fabian Cancellara    | Fabian Cancellara            |
| 1re étape | 17 juin | Egerkingen – Le Locle       | étape vallonnée             | 163           | Alexandre Vinokourov | Alexandre Vinokourov         |
| 2e étape  | 18 juin | Morat – Nyon                | étape de plaine             | 175           | Robbie McEwen        | Alexandre Vinokourov         |
| 3e étape  | 19 juin | Nyon – Saas-Fee             | étape de montagne           | 205           | Francesco Casagrande | Alexandre Vinokourov         |
| 4e étape  | 20 juin | Viège – Losone              | étape de plaine             | 168           | Sandy Casar          | Alexandre Vinokourov         |
| 5e étape  | 21 juin | Ascona – La Punt Chamues-ch | étape de montagne           | 177,8         | Francesco Casagrande | Francesco Casagrande         |
| 6e étape  | 22 juin | Silvaplana – Silvaplana     | étape de montagne           | 135           | Óscar Pereiro        | Francesco Casagrande         |
| 7e étape  | 23 juin | Savognin – Oberstaufen      | étape de montagne           | 231           | Sergueï Yakovlev     | Francesco Casagrande         |
| 8e étape  | 24 juin | Gossau – Gossau             | contre-la-montre individuel | 32,5          | Bradley McGee        | Alexandre Vinokourov         |
| 9e étape  | 24 juin | Stäfa – Aarau               | étape de plaine             | 152           | Baden Cooke          | Alexandre Vinokourov         |

## Les étapes

### Prologue
16 juin 2003 - Egerkingen à Egerkingen, 7 km (contre-la-montre)
| \| Classement de l'étape \| Classement de l'étape \| Classement de l'étape \| Classement de l'étape \| Classement de l'étape \| \| Coureur \| Coureur \| Pays \| Équipe \| Temps \| \| --------------------- \| --------------------- \| --------------------- \| ---------------------- \| --------------------- \| \| 1er \| Fabian Cancellara \| Suisse \| Fassa Bortolo \| 8 min 46 s \| \| 2e \| Óscar Pereiro \| Espagne \| Phonak Hearing Systems \| + 1 s \| \| 3e \| Bradley McGee \| Australie \| Fdjeux.com \| + 2 s \| \| 4e \| Alex Zülle \| Suisse \| Phonak Hearing Systems \| + 4 s \| \| 5e \| Juan Carlos Domínguez \| Espagne \| Phonak Hearing Systems \| + 5 s \| \| 6e \| Lauri Aus \| Estonie \| AG2R Prévoyance \| + 5 s \| \| 7e \| Tobias Steinhauser \| Allemagne \| Team Bianchi \| + 6 s \| \| 8e \| Sebastian Lang \| Allemagne \| Gerolsteiner \| + 7 s \| \| 9e \| Alexandre Vinokourov \| Kazakhstan \| Telekom \| + 10 s \| \| 10e \| Giuseppe Guerini \| Italie \| Telekom \| + 11 s \| |                       |            |                        |            |
| |                       |            |                        |            |
| |                       |            |                        |            |
| Classement de l'étape |                       |            |                        |            |
| Coureur | Coureur               | Pays       | Équipe                 | Temps      |
| 1er | Fabian Cancellara     | Suisse     | Fassa Bortolo          | 8 min 46 s |
| 2e | Óscar Pereiro         | Espagne    | Phonak Hearing Systems | + 1 s      |
| 3e | Bradley McGee         | Australie  | Fdjeux.com             | + 2 s      |
| 4e | Alex Zülle            | Suisse     | Phonak Hearing Systems | + 4 s      |
| 5e | Juan Carlos Domínguez | Espagne    | Phonak Hearing Systems | + 5 s      |
| 6e | Lauri Aus             | Estonie    | AG2R Prévoyance        | + 5 s      |
| 7e | Tobias Steinhauser    | Allemagne  | Team Bianchi           | + 6 s      |
| 8e | Sebastian Lang        | Allemagne  | Gerolsteiner           | + 7 s      |
| 9e | Alexandre Vinokourov  | Kazakhstan | Telekom                | + 10 s     |
| 10e | Giuseppe Guerini      | Italie     | Telekom                | + 11 s     |

| \| Classement général \| Classement général \| Classement général \| Classement général \| Classement général \| \| Coureur \| Coureur \| Pays \| Équipe \| Temps \| \| ------------------ \| --------------------- \| ------------------ \| ---------------------- \| ------------------ \| \| 1er \| Fabian Cancellara \| Suisse \| Fassa Bortolo \| 8 min 46 s \| \| 2e \| Óscar Pereiro \| Espagne \| Phonak Hearing Systems \| + 1 s \| \| 3e \| Bradley McGee \| Australie \| Fdjeux.com \| + 2 s \| \| 4e \| Alex Zülle \| Suisse \| Phonak Hearing Systems \| + 4 s \| \| 5e \| Juan Carlos Domínguez \| Espagne \| Phonak Hearing Systems \| + 5 s \| \| 6e \| Lauri Aus \| Estonie \| AG2R Prévoyance \| + 5 s \| \| 7e \| Tobias Steinhauser \| Allemagne \| Team Bianchi \| + 6 s \| \| 8e \| Sebastian Lang \| Allemagne \| Gerolsteiner \| + 7 s \| \| 9e \| Alexandre Vinokourov \| Kazakhstan \| Telekom \| + 10 s \| \| 10e \| Giuseppe Guerini \| Italie \| Telekom \| + 11 s \| |                       |            |                        |            |
| |                       |            |                        |            |
| |                       |            |                        |            |
| Classement général |                       |            |                        |            |
| Coureur | Coureur               | Pays       | Équipe                 | Temps      |
| 1er | Fabian Cancellara     | Suisse     | Fassa Bortolo          | 8 min 46 s |
| 2e | Óscar Pereiro         | Espagne    | Phonak Hearing Systems | + 1 s      |
| 3e | Bradley McGee         | Australie  | Fdjeux.com             | + 2 s      |
| 4e | Alex Zülle            | Suisse     | Phonak Hearing Systems | + 4 s      |
| 5e | Juan Carlos Domínguez | Espagne    | Phonak Hearing Systems | + 5 s      |
| 6e | Lauri Aus             | Estonie    | AG2R Prévoyance        | + 5 s      |
| 7e | Tobias Steinhauser    | Allemagne  | Team Bianchi           | + 6 s      |
| 8e | Sebastian Lang        | Allemagne  | Gerolsteiner           | + 7 s      |
| 9e | Alexandre Vinokourov  | Kazakhstan | Telekom                | + 10 s     |
| 10e | Giuseppe Guerini      | Italie     | Telekom                | + 11 s     |

### 1reétape
17 juin: Egerkingen au Locle, 163 km
| \| Classement de l'étape \| Classement de l'étape \| Classement de l'étape \| Classement de l'étape \| Classement de l'étape \| \| Coureur \| Coureur \| Pays \| Équipe \| Temps \| \| --------------------- \| ------------------------------ \| --------------------- \| ---------------------- \| --------------------- \| \| 1er \| Alexandre Vinokourov \| Kazakhstan \| Telekom \| 4 h 13 min 43 s \| \| 2e \| Sergueï Ivanov \| Russie \| Fassa Bortolo \| + 0 s \| \| 3e \| Miguel Ángel Martín Perdiguero \| Espagne \| Domina Vacanze-Elitron \| + 2 s \| \| 4e \| Dario Frigo \| Italie \| Fassa Bortolo \| + 2 s \| \| 5e \| Salvatore Commesso \| Italie \| Saeco \| + 2 s \| \| 6e \| Francesco Casagrande \| Italie \| Lampre \| + 2 s \| \| 7e \| Wladimir Belli \| Italie \| Lampre \| + 2 s \| \| 8e \| Bradley McGee \| Australie \| Fdjeux.com \| + 2 s \| \| 9e \| Alexandre Moos \| Suisse \| Phonak Hearing Systems \| + 2 s \| \| 10e \| Thierry Loder \| France \| AG2R Prévoyance \| + 2 s \| |                                |            |                        |                 |
| |                                |            |                        |                 |
| |                                |            |                        |                 |
| Classement de l'étape |                                |            |                        |                 |
| Coureur | Coureur                        | Pays       | Équipe                 | Temps           |
| 1er | Alexandre Vinokourov           | Kazakhstan | Telekom                | 4 h 13 min 43 s |
| 2e | Sergueï Ivanov                 | Russie     | Fassa Bortolo          | + 0 s           |
| 3e | Miguel Ángel Martín Perdiguero | Espagne    | Domina Vacanze-Elitron | + 2 s           |
| 4e | Dario Frigo                    | Italie     | Fassa Bortolo          | + 2 s           |
| 5e | Salvatore Commesso             | Italie     | Saeco                  | + 2 s           |
| 6e | Francesco Casagrande           | Italie     | Lampre                 | + 2 s           |
| 7e | Wladimir Belli                 | Italie     | Lampre                 | + 2 s           |
| 8e | Bradley McGee                  | Australie  | Fdjeux.com             | + 2 s           |
| 9e | Alexandre Moos                 | Suisse     | Phonak Hearing Systems | + 2 s           |
| 10e | Thierry Loder                  | France     | AG2R Prévoyance        | + 2 s           |

| \| Classement général \| Classement général \| Classement général \| Classement général \| Classement général \| \| Coureur \| Coureur \| Pays \| Équipe \| Temps \| \| ------------------ \| -------------------- \| ------------------ \| ---------------------- \| ------------------ \| \| 1er \| Alexandre Vinokourov \| Kazakhstan \| Telekom \| 4 h 22 min 29 s \| \| 2e \| Bradley McGee \| Australie \| Fdjeux.com \| + 4 s \| \| 3e \| Óscar Pereiro \| Espagne \| Phonak Hearing Systems \| + 10 s \| \| 4e \| Fabian Cancellara \| Suisse \| Fassa Bortolo \| + 12 s \| \| 5e \| Sergueï Ivanov \| Russie \| Fassa Bortolo \| + 16 s \| \| 6e \| Dario Frigo \| Italie \| Fassa Bortolo \| + 18 s \| \| 7e \| Alex Zülle \| Suisse \| Phonak Hearing Systems \| + 19 s \| \| 8e \| Jan Ullrich \| Allemagne \| Team Bianchi \| + 20 s \| \| 9e \| Stuart O'Grady \| Australie \| Crédit Agricole \| + 20 s \| \| 10e \| Patrik Sinkewitz \| Allemagne \| Quick Step-Davitamon \| + 20 s \| |                      |            |                        |                 |
| |                      |            |                        |                 |
| |                      |            |                        |                 |
| Classement général |                      |            |                        |                 |
| Coureur | Coureur              | Pays       | Équipe                 | Temps           |
| 1er | Alexandre Vinokourov | Kazakhstan | Telekom                | 4 h 22 min 29 s |
| 2e | Bradley McGee        | Australie  | Fdjeux.com             | + 4 s           |
| 3e | Óscar Pereiro        | Espagne    | Phonak Hearing Systems | + 10 s          |
| 4e | Fabian Cancellara    | Suisse     | Fassa Bortolo          | + 12 s          |
| 5e | Sergueï Ivanov       | Russie     | Fassa Bortolo          | + 16 s          |
| 6e | Dario Frigo          | Italie     | Fassa Bortolo          | + 18 s          |
| 7e | Alex Zülle           | Suisse     | Phonak Hearing Systems | + 19 s          |
| 8e | Jan Ullrich          | Allemagne  | Team Bianchi           | + 20 s          |
| 9e | Stuart O'Grady       | Australie  | Crédit Agricole        | + 20 s          |
| 10e | Patrik Sinkewitz     | Allemagne  | Quick Step-Davitamon   | + 20 s          |

### 2eétape
18 juin 2003 - Murten à Nyon, 175 km
| \| Classement de l'étape \| Classement de l'étape \| Classement de l'étape \| Classement de l'étape \| Classement de l'étape \| \| Coureur \| Coureur \| Pays \| Équipe \| Temps \| \| --------------------- \| --------------------- \| --------------------- \| ---------------------- \| --------------------- \| \| 1er \| Robbie McEwen \| Australie \| Lotto-Domo \| 4 h 03 min 10 s \| \| 2e \| Julian Dean \| Nouvelle-Zélande \| CSC \| + 0 s \| \| 3e \| Stuart O'Grady \| Australie \| Crédit Agricole \| + 0 s \| \| 4e \| Robert Förster \| Allemagne \| Gerolsteiner \| + 0 s \| \| 5e \| Baden Cooke \| Australie \| Fdjeux.com \| + 0 s \| \| 6e \| Roger Hammond \| Royaume-Uni \| Palmans-Collstrop \| + 0 s \| \| 7e \| Lauri Aus \| Estonie \| AG2R Prévoyance \| + 0 s \| \| 8e \| Salvatore Commesso \| Italie \| Saeco \| + 0 s \| \| 9e \| Sven Teutenberg \| Allemagne \| Team Bianchi \| + 0 s \| \| 10e \| Alexandr Kolobnev \| Russie \| Domina Vacanze-Elitron \| + 0 s \| |                    |                  |                        |                 |
| |                    |                  |                        |                 |
| |                    |                  |                        |                 |
| Classement de l'étape |                    |                  |                        |                 |
| Coureur | Coureur            | Pays             | Équipe                 | Temps           |
| 1er | Robbie McEwen      | Australie        | Lotto-Domo             | 4 h 03 min 10 s |
| 2e | Julian Dean        | Nouvelle-Zélande | CSC                    | + 0 s           |
| 3e | Stuart O'Grady     | Australie        | Crédit Agricole        | + 0 s           |
| 4e | Robert Förster     | Allemagne        | Gerolsteiner           | + 0 s           |
| 5e | Baden Cooke        | Australie        | Fdjeux.com             | + 0 s           |
| 6e | Roger Hammond      | Royaume-Uni      | Palmans-Collstrop      | + 0 s           |
| 7e | Lauri Aus          | Estonie          | AG2R Prévoyance        | + 0 s           |
| 8e | Salvatore Commesso | Italie           | Saeco                  | + 0 s           |
| 9e | Sven Teutenberg    | Allemagne        | Team Bianchi           | + 0 s           |
| 10e | Alexandr Kolobnev  | Russie           | Domina Vacanze-Elitron | + 0 s           |

| \| Classement général \| Classement général \| Classement général \| Classement général \| Classement général \| \| Coureur \| Coureur \| Pays \| Équipe \| Temps \| \| ------------------ \| -------------------- \| ------------------ \| ---------------------- \| ------------------ \| \| 1er \| Alexandre Vinokourov \| Kazakhstan \| Telekom \| 8 h 25 min 39 s \| \| 2e \| Bradley McGee \| Australie \| Fdjeux.com \| + 3 s \| \| 3e \| Óscar Pereiro \| Espagne \| Phonak Hearing Systems \| + 10 s \| \| 4e \| Fabian Cancellara \| Suisse \| Fassa Bortolo \| + 12 s \| \| 5e \| Stuart O'Grady \| Australie \| Crédit Agricole \| + 16 s \| \| 6e \| Sergueï Ivanov \| Russie \| Fassa Bortolo \| + 16 s \| \| 7e \| Dario Frigo \| Italie \| Fassa Bortolo \| + 18 s \| \| 8e \| Alex Zülle \| Suisse \| Phonak Hearing Systems \| + 19 s \| \| 9e \| Jan Ullrich \| Allemagne \| Team Bianchi \| + 20 s \| \| 10e \| Patrik Sinkewitz \| Allemagne \| Quick Step-Davitamon \| + 20 s \| |                      |            |                        |                 |
| |                      |            |                        |                 |
| |                      |            |                        |                 |
| Classement général |                      |            |                        |                 |
| Coureur | Coureur              | Pays       | Équipe                 | Temps           |
| 1er | Alexandre Vinokourov | Kazakhstan | Telekom                | 8 h 25 min 39 s |
| 2e | Bradley McGee        | Australie  | Fdjeux.com             | + 3 s           |
| 3e | Óscar Pereiro        | Espagne    | Phonak Hearing Systems | + 10 s          |
| 4e | Fabian Cancellara    | Suisse     | Fassa Bortolo          | + 12 s          |
| 5e | Stuart O'Grady       | Australie  | Crédit Agricole        | + 16 s          |
| 6e | Sergueï Ivanov       | Russie     | Fassa Bortolo          | + 16 s          |
| 7e | Dario Frigo          | Italie     | Fassa Bortolo          | + 18 s          |
| 8e | Alex Zülle           | Suisse     | Phonak Hearing Systems | + 19 s          |
| 9e | Jan Ullrich          | Allemagne  | Team Bianchi           | + 20 s          |
| 10e | Patrik Sinkewitz     | Allemagne  | Quick Step-Davitamon   | + 20 s          |

### 3eétape
19 juin 2003 - Nyon > Saas Fee – 205 km
| \| Classement de l'étape \| Classement de l'étape \| Classement de l'étape \| Classement de l'étape \| Classement de l'étape \| \| Coureur \| Coureur \| Pays \| Équipe \| Temps \| \| --------------------- \| --------------------- \| --------------------- \| ---------------------- \| --------------------- \| \| 1er \| Francesco Casagrande \| Italie \| Lampre \| 5 h 10 min 38 s \| \| 2e \| Kim Kirchen \| Luxembourg \| Fassa Bortolo \| + 13 s \| \| 3e \| Alexandre Vinokourov \| Kazakhstan \| Telekom \| + 18 s \| \| 4e \| Sven Montgomery \| Suisse \| Fassa Bortolo \| + 18 s \| \| 5e \| Tadej Valjavec \| Slovénie \| Fassa Bortolo \| + 18 s \| \| 6e \| Bradley McGee \| Australie \| Fdjeux.com \| + 25 s \| \| 7e \| Alexandre Moos \| Suisse \| Phonak Hearing Systems \| + 25 s \| \| 8e \| Patrik Sinkewitz \| Allemagne \| Quick Step-Davitamon \| + 25 s \| \| 9e \| Giuseppe Guerini \| Italie \| Telekom \| + 25 s \| \| 10e \| Wladimir Belli \| Italie \| Lampre \| + 25 s \| |                      |            |                        |                 |
| |                      |            |                        |                 |
| |                      |            |                        |                 |
| Classement de l'étape |                      |            |                        |                 |
| Coureur | Coureur              | Pays       | Équipe                 | Temps           |
| 1er | Francesco Casagrande | Italie     | Lampre                 | 5 h 10 min 38 s |
| 2e | Kim Kirchen          | Luxembourg | Fassa Bortolo          | + 13 s          |
| 3e | Alexandre Vinokourov | Kazakhstan | Telekom                | + 18 s          |
| 4e | Sven Montgomery      | Suisse     | Fassa Bortolo          | + 18 s          |
| 5e | Tadej Valjavec       | Slovénie   | Fassa Bortolo          | + 18 s          |
| 6e | Bradley McGee        | Australie  | Fdjeux.com             | + 25 s          |
| 7e | Alexandre Moos       | Suisse     | Phonak Hearing Systems | + 25 s          |
| 8e | Patrik Sinkewitz     | Allemagne  | Quick Step-Davitamon   | + 25 s          |
| 9e | Giuseppe Guerini     | Italie     | Telekom                | + 25 s          |
| 10e | Wladimir Belli       | Italie     | Lampre                 | + 25 s          |

| \| Classement général \| Classement général \| Classement général \| Classement général \| Classement général \| \| Coureur \| Coureur \| Pays \| Équipe \| Temps \| \| ------------------ \| -------------------- \| ------------------ \| ---------------------- \| ------------------ \| \| 1er \| Alexandre Vinokourov \| Kazakhstan \| Telekom \| 13 h 36 min 29 s \| \| 2e \| Francesco Casagrande \| Italie \| Lampre \| + 6 s \| \| 3e \| Bradley McGee \| Australie \| Fdjeux.com \| + 16 s \| \| 4e \| Kim Kirchen \| Luxembourg \| Fassa Bortolo \| + 26 s \| \| 5e \| Alex Zülle \| Suisse \| Phonak Hearing Systems \| + 32 s \| \| 6e \| Patrik Sinkewitz \| Allemagne \| Quick Step-Davitamon \| + 33 s \| \| 7e \| Tadej Valjavec \| Slovénie \| Fassa Bortolo \| + 34 s \| \| 8e \| Óscar Pereiro \| Espagne \| Phonak Hearing Systems \| + 36 s \| \| 9e \| Giuseppe Guerini \| Italie \| Telekom \| + 36 s \| \| 10e \| Jan Ullrich \| Allemagne \| Team Bianchi \| + 37 s \| |                      |            |                        |                  |
| |                      |            |                        |                  |
| |                      |            |                        |                  |
| Classement général |                      |            |                        |                  |
| Coureur | Coureur              | Pays       | Équipe                 | Temps            |
| 1er | Alexandre Vinokourov | Kazakhstan | Telekom                | 13 h 36 min 29 s |
| 2e | Francesco Casagrande | Italie     | Lampre                 | + 6 s            |
| 3e | Bradley McGee        | Australie  | Fdjeux.com             | + 16 s           |
| 4e | Kim Kirchen          | Luxembourg | Fassa Bortolo          | + 26 s           |
| 5e | Alex Zülle           | Suisse     | Phonak Hearing Systems | + 32 s           |
| 6e | Patrik Sinkewitz     | Allemagne  | Quick Step-Davitamon   | + 33 s           |
| 7e | Tadej Valjavec       | Slovénie   | Fassa Bortolo          | + 34 s           |
| 8e | Óscar Pereiro        | Espagne    | Phonak Hearing Systems | + 36 s           |
| 9e | Giuseppe Guerini     | Italie     | Telekom                | + 36 s           |
| 10e | Jan Ullrich          | Allemagne  | Team Bianchi           | + 37 s           |

### 4eétape
20 juin 2003 -  Visp à Losone, 168 km
| \| Classement de l'étape \| Classement de l'étape \| Classement de l'étape \| Classement de l'étape \| Classement de l'étape \| \| Coureur \| Coureur \| Pays \| Équipe \| Temps \| \| --------------------- \| --------------------- \| --------------------- \| ---------------------- \| --------------------- \| \| 1er \| Sandy Casar \| France \| Fdjeux.com \| 4 h 05 min 01 s \| \| 2e \| Kim Kirchen \| Luxembourg \| Fassa Bortolo \| + 0 s \| \| 3e \| Stuart O'Grady \| Australie \| Crédit Agricole \| + 0 s \| \| 4e \| Robbie McEwen \| Australie \| Lotto-Domo \| + 0 s \| \| 5e \| Julian Dean \| Nouvelle-Zélande \| CSC \| + 0 s \| \| 6e \| Filippo Simeoni \| Italie \| Domina Vacanze-Elitron \| + 0 s \| \| 7e \| Salvatore Commesso \| Italie \| Saeco \| + 0 s \| \| 8e \| Alexandre Moos \| Suisse \| Phonak Hearing Systems \| + 0 s \| \| 9e \| Alexandre Vinokourov \| Kazakhstan \| Telekom \| + 0 s \| \| 10e \| Paolo Bettini \| Italie \| Quick Step-Davitamon \| + 0 s \| |                      |                  |                        |                 |
| |                      |                  |                        |                 |
| |                      |                  |                        |                 |
| Classement de l'étape |                      |                  |                        |                 |
| Coureur | Coureur              | Pays             | Équipe                 | Temps           |
| 1er | Sandy Casar          | France           | Fdjeux.com             | 4 h 05 min 01 s |
| 2e | Kim Kirchen          | Luxembourg       | Fassa Bortolo          | + 0 s           |
| 3e | Stuart O'Grady       | Australie        | Crédit Agricole        | + 0 s           |
| 4e | Robbie McEwen        | Australie        | Lotto-Domo             | + 0 s           |
| 5e | Julian Dean          | Nouvelle-Zélande | CSC                    | + 0 s           |
| 6e | Filippo Simeoni      | Italie           | Domina Vacanze-Elitron | + 0 s           |
| 7e | Salvatore Commesso   | Italie           | Saeco                  | + 0 s           |
| 8e | Alexandre Moos       | Suisse           | Phonak Hearing Systems | + 0 s           |
| 9e | Alexandre Vinokourov | Kazakhstan       | Telekom                | + 0 s           |
| 10e | Paolo Bettini        | Italie           | Quick Step-Davitamon   | + 0 s           |

| \| Classement général \| Classement général \| Classement général \| Classement général \| Classement général \| \| Coureur \| Coureur \| Pays \| Équipe \| Temps \| \| ------------------ \| -------------------- \| ------------------ \| ---------------------- \| ------------------ \| \| 1er \| Alexandre Vinokourov \| Kazakhstan \| Telekom \| 17 h 41 min 30 s \| \| 2e \| Francesco Casagrande \| Italie \| Lampre \| + 6 s \| \| 3e \| Bradley McGee \| Australie \| Fdjeux.com \| + 16 s \| \| 4e \| Kim Kirchen \| Luxembourg \| Fassa Bortolo \| + 20 s \| \| 5e \| Alex Zülle \| Suisse \| Phonak Hearing Systems \| + 32 s \| \| 6e \| Patrik Sinkewitz \| Allemagne \| Quick Step-Davitamon \| + 33 s \| \| 7e \| Tadej Valjavec \| Slovénie \| Fassa Bortolo \| + 34 s \| \| 8e \| Óscar Pereiro \| Espagne \| Phonak Hearing Systems \| + 36 s \| \| 9e \| Giuseppe Guerini \| Italie \| Telekom \| + 36 s \| \| 10e \| Jan Ullrich \| Allemagne \| Team Bianchi \| + 37 s \| |                      |            |                        |                  |
| |                      |            |                        |                  |
| |                      |            |                        |                  |
| Classement général |                      |            |                        |                  |
| Coureur | Coureur              | Pays       | Équipe                 | Temps            |
| 1er | Alexandre Vinokourov | Kazakhstan | Telekom                | 17 h 41 min 30 s |
| 2e | Francesco Casagrande | Italie     | Lampre                 | + 6 s            |
| 3e | Bradley McGee        | Australie  | Fdjeux.com             | + 16 s           |
| 4e | Kim Kirchen          | Luxembourg | Fassa Bortolo          | + 20 s           |
| 5e | Alex Zülle           | Suisse     | Phonak Hearing Systems | + 32 s           |
| 6e | Patrik Sinkewitz     | Allemagne  | Quick Step-Davitamon   | + 33 s           |
| 7e | Tadej Valjavec       | Slovénie   | Fassa Bortolo          | + 34 s           |
| 8e | Óscar Pereiro        | Espagne    | Phonak Hearing Systems | + 36 s           |
| 9e | Giuseppe Guerini     | Italie     | Telekom                | + 36 s           |
| 10e | Jan Ullrich          | Allemagne  | Team Bianchi           | + 37 s           |

### 5eétape
21 juin 2003 -  Ascona à La Punt Chamues-ch, 178 km
| \| Classement de l'étape \| Classement de l'étape \| Classement de l'étape \| Classement de l'étape \| Classement de l'étape \| \| Coureur \| Coureur \| Pays \| Équipe \| Temps \| \| --------------------- \| --------------------- \| --------------------- \| ---------------------- \| --------------------- \| \| 1er \| Francesco Casagrande \| Italie \| Lampre \| 5 h 09 min 34 s \| \| 2e \| Alexandre Vinokourov \| Kazakhstan \| Telekom \| + 39 s \| \| 3e \| Alexandre Moos \| Suisse \| Phonak Hearing Systems \| + 47 s \| \| 4e \| Giuseppe Guerini \| Italie \| Telekom \| + 47 s \| \| 5e \| Tadej Valjavec \| Slovénie \| Fassa Bortolo \| + 49 s \| \| 6e \| Sven Montgomery \| Suisse \| Fassa Bortolo \| + 49 s \| \| 7e \| Kim Kirchen \| Luxembourg \| Fassa Bortolo \| + 1 min 10 s \| \| 8e \| Seweryn Kohut \| Pologne \| CCC Polsat-Atlas \| + 2 min 33 s \| \| 9e \| Sandy Casar \| France \| Fdjeux.com \| + 2 min 52 s \| \| 10e \| Wladimir Belli \| Italie \| Lampre \| + 2 min 52 s \| |                      |            |                        |                 |
| |                      |            |                        |                 |
| |                      |            |                        |                 |
| Classement de l'étape |                      |            |                        |                 |
| Coureur | Coureur              | Pays       | Équipe                 | Temps           |
| 1er | Francesco Casagrande | Italie     | Lampre                 | 5 h 09 min 34 s |
| 2e | Alexandre Vinokourov | Kazakhstan | Telekom                | + 39 s          |
| 3e | Alexandre Moos       | Suisse     | Phonak Hearing Systems | + 47 s          |
| 4e | Giuseppe Guerini     | Italie     | Telekom                | + 47 s          |
| 5e | Tadej Valjavec       | Slovénie   | Fassa Bortolo          | + 49 s          |
| 6e | Sven Montgomery      | Suisse     | Fassa Bortolo          | + 49 s          |
| 7e | Kim Kirchen          | Luxembourg | Fassa Bortolo          | + 1 min 10 s    |
| 8e | Seweryn Kohut        | Pologne    | CCC Polsat-Atlas       | + 2 min 33 s    |
| 9e | Sandy Casar          | France     | Fdjeux.com             | + 2 min 52 s    |
| 10e | Wladimir Belli       | Italie     | Lampre                 | + 2 min 52 s    |

| \| Classement général \| Classement général \| Classement général \| Classement général \| Classement général \| \| Coureur \| Coureur \| Pays \| Équipe \| Temps \| \| ------------------ \| -------------------- \| ------------------ \| ---------------------- \| ------------------ \| \| 1er \| Francesco Casagrande \| Italie \| Lampre \| 22 h 51 min 00 s \| \| 2e \| Alexandre Vinokourov \| Kazakhstan \| Telekom \| + 37 s \| \| 3e \| Alexandre Moos \| Suisse \| Phonak Hearing Systems \| + 1 min 25 s \| \| 4e \| Giuseppe Guerini \| Italie \| Telekom \| + 1 min 27 s \| \| 5e \| Tadej Valjavec \| Slovénie \| Fassa Bortolo \| + 1 min 27 s \| \| 6e \| Kim Kirchen \| Luxembourg \| Fassa Bortolo \| + 1 min 34 s \| \| 7e \| Sven Montgomery \| Suisse \| Fassa Bortolo \| + 1 min 52 s \| \| 8e \| Patrik Sinkewitz \| Allemagne \| Quick Step-Davitamon \| + 3 min 29 s \| \| 9e \| Óscar Pereiro \| Espagne \| Phonak Hearing Systems \| + 3 min 32 s \| \| 10e \| Jan Ullrich \| Allemagne \| Team Bianchi \| + 3 min 33 s \| |                      |            |                        |                  |
| |                      |            |                        |                  |
| |                      |            |                        |                  |
| Classement général |                      |            |                        |                  |
| Coureur | Coureur              | Pays       | Équipe                 | Temps            |
| 1er | Francesco Casagrande | Italie     | Lampre                 | 22 h 51 min 00 s |
| 2e | Alexandre Vinokourov | Kazakhstan | Telekom                | + 37 s           |
| 3e | Alexandre Moos       | Suisse     | Phonak Hearing Systems | + 1 min 25 s     |
| 4e | Giuseppe Guerini     | Italie     | Telekom                | + 1 min 27 s     |
| 5e | Tadej Valjavec       | Slovénie   | Fassa Bortolo          | + 1 min 27 s     |
| 6e | Kim Kirchen          | Luxembourg | Fassa Bortolo          | + 1 min 34 s     |
| 7e | Sven Montgomery      | Suisse     | Fassa Bortolo          | + 1 min 52 s     |
| 8e | Patrik Sinkewitz     | Allemagne  | Quick Step-Davitamon   | + 3 min 29 s     |
| 9e | Óscar Pereiro        | Espagne    | Phonak Hearing Systems | + 3 min 32 s     |
| 10e | Jan Ullrich          | Allemagne  | Team Bianchi           | + 3 min 33 s     |

### 6eétape
22 juin 2003 - Silvaplana à Silvaplana, 135 km
| \| Classement de l'étape \| Classement de l'étape \| Classement de l'étape \| Classement de l'étape \| Classement de l'étape \| \| Coureur \| Coureur \| Pays \| Équipe \| Temps \| \| --------------------- \| --------------------- \| --------------------- \| ---------------------- \| --------------------- \| \| 1er \| Óscar Pereiro \| Espagne \| Phonak Hearing Systems \| 3 h 39 min 40 s \| \| 2e \| Jan Ullrich \| Allemagne \| Team Bianchi \| + 1 min 14 s \| \| 3e \| Kim Kirchen \| Luxembourg \| Fassa Bortolo \| + 1 min 17 s \| \| 4e \| Alexandre Moos \| Suisse \| Phonak Hearing Systems \| + 1 min 17 s \| \| 5e \| Alexandre Vinokourov \| Kazakhstan \| Telekom \| + 1 min 17 s \| \| 6e \| Ondřej Sosenka \| Tchéquie \| CCC Polsat-Atlas \| + 1 min 17 s \| \| 7e \| Francesco Casagrande \| Italie \| Lampre \| + 1 min 17 s \| \| 8e \| Giuseppe Guerini \| Italie \| Telekom \| + 1 min 17 s \| \| 9e \| Sven Montgomery \| Suisse \| Fassa Bortolo \| + 1 min 17 s \| \| 10e \| Tadej Valjavec \| Slovénie \| Fassa Bortolo \| + 1 min 17 s \| |                      |            |                        |                 |
| |                      |            |                        |                 |
| |                      |            |                        |                 |
| Classement de l'étape |                      |            |                        |                 |
| Coureur | Coureur              | Pays       | Équipe                 | Temps           |
| 1er | Óscar Pereiro        | Espagne    | Phonak Hearing Systems | 3 h 39 min 40 s |
| 2e | Jan Ullrich          | Allemagne  | Team Bianchi           | + 1 min 14 s    |
| 3e | Kim Kirchen          | Luxembourg | Fassa Bortolo          | + 1 min 17 s    |
| 4e | Alexandre Moos       | Suisse     | Phonak Hearing Systems | + 1 min 17 s    |
| 5e | Alexandre Vinokourov | Kazakhstan | Telekom                | + 1 min 17 s    |
| 6e | Ondřej Sosenka       | Tchéquie   | CCC Polsat-Atlas       | + 1 min 17 s    |
| 7e | Francesco Casagrande | Italie     | Lampre                 | + 1 min 17 s    |
| 8e | Giuseppe Guerini     | Italie     | Telekom                | + 1 min 17 s    |
| 9e | Sven Montgomery      | Suisse     | Fassa Bortolo          | + 1 min 17 s    |
| 10e | Tadej Valjavec       | Slovénie   | Fassa Bortolo          | + 1 min 17 s    |

| \| Classement général \| Classement général \| Classement général \| Classement général \| Classement général \| \| Coureur \| Coureur \| Pays \| Équipe \| Temps \| \| ------------------ \| -------------------- \| ------------------ \| ---------------------- \| ------------------ \| \| 1er \| Francesco Casagrande \| Italie \| Lampre \| 36 h 31 min 57 s \| \| 2e \| Alexandre Vinokourov \| Kazakhstan \| Telekom \| + 37 s \| \| 3e \| Alexandre Moos \| Suisse \| Phonak Hearing Systems \| + 1 min 25 s \| \| 4e \| Giuseppe Guerini \| Italie \| Telekom \| + 1 min 27 s \| \| 5e \| Tadej Valjavec \| Slovénie \| Fassa Bortolo \| + 1 min 27 s \| \| 6e \| Kim Kirchen \| Luxembourg \| Fassa Bortolo \| + 1 min 30 s \| \| 7e \| Sven Montgomery \| Suisse \| Fassa Bortolo \| + 1 min 52 s \| \| 8e \| Óscar Pereiro \| Espagne \| Phonak Hearing Systems \| + 2 min 05 s \| \| 9e \| Jan Ullrich \| Allemagne \| Team Bianchi \| + 3 min 24 s \| \| 10e \| Ondřej Sosenka \| Tchéquie \| CCC Polsat-Atlas \| + 3 min 45 s \| |                      |            |                        |                  |
| |                      |            |                        |                  |
| |                      |            |                        |                  |
| Classement général |                      |            |                        |                  |
| Coureur | Coureur              | Pays       | Équipe                 | Temps            |
| 1er | Francesco Casagrande | Italie     | Lampre                 | 36 h 31 min 57 s |
| 2e | Alexandre Vinokourov | Kazakhstan | Telekom                | + 37 s           |
| 3e | Alexandre Moos       | Suisse     | Phonak Hearing Systems | + 1 min 25 s     |
| 4e | Giuseppe Guerini     | Italie     | Telekom                | + 1 min 27 s     |
| 5e | Tadej Valjavec       | Slovénie   | Fassa Bortolo          | + 1 min 27 s     |
| 6e | Kim Kirchen          | Luxembourg | Fassa Bortolo          | + 1 min 30 s     |
| 7e | Sven Montgomery      | Suisse     | Fassa Bortolo          | + 1 min 52 s     |
| 8e | Óscar Pereiro        | Espagne    | Phonak Hearing Systems | + 2 min 05 s     |
| 9e | Jan Ullrich          | Allemagne  | Team Bianchi           | + 3 min 24 s     |
| 10e | Ondřej Sosenka       | Tchéquie   | CCC Polsat-Atlas       | + 3 min 45 s     |

### 7eétape
23 juin 2003 - Savognin à Oberstaufen (ALL), 231 km
| \| Classement de l'étape \| Classement de l'étape \| Classement de l'étape \| Classement de l'étape \| Classement de l'étape \| \| Coureur \| Coureur \| Pays \| Équipe \| Temps \| \| --------------------- \| --------------------- \| --------------------- \| ---------------------- \| --------------------- \| \| 1er \| Sergueï Yakovlev \| Kazakhstan \| Telekom \| 5 h 53 min 38 s \| \| 2e \| Markus Zberg \| Suisse \| Gerolsteiner \| + 1 min 02 s \| \| 3e \| Martin Derganc \| Slovénie \| Domina Vacanze-Elitron \| + 1 min 02 s \| \| 4e \| Daniel Schnider \| Suisse \| Phonak Hearing Systems \| + 1 min 02 s \| \| 5e \| Éric Leblacher \| France \| Crédit Agricole \| + 1 min 23 s \| \| 6e \| Bobby Julich \| États-Unis \| Telekom \| + 2 min 16 s \| \| 7e \| Stuart O'Grady \| Australie \| Crédit Agricole \| + 2 min 16 s \| \| 8e \| Oscar Camenzind \| Suisse \| Phonak Hearing Systems \| + 2 min 16 s \| \| 9e \| Massimo Giunti \| Italie \| Domina Vacanze-Elitron \| + 2 min 16 s \| \| 10e \| Bekim Christensen \| Royaume du Danemark \| CSC \| + 2 min 16 s \| |                   |                     |                        |                 |
| |                   |                     |                        |                 |
| |                   |                     |                        |                 |
| Classement de l'étape |                   |                     |                        |                 |
| Coureur | Coureur           | Pays                | Équipe                 | Temps           |
| 1er | Sergueï Yakovlev  | Kazakhstan          | Telekom                | 5 h 53 min 38 s |
| 2e | Markus Zberg      | Suisse              | Gerolsteiner           | + 1 min 02 s    |
| 3e | Martin Derganc    | Slovénie            | Domina Vacanze-Elitron | + 1 min 02 s    |
| 4e | Daniel Schnider   | Suisse              | Phonak Hearing Systems | + 1 min 02 s    |
| 5e | Éric Leblacher    | France              | Crédit Agricole        | + 1 min 23 s    |
| 6e | Bobby Julich      | États-Unis          | Telekom                | + 2 min 16 s    |
| 7e | Stuart O'Grady    | Australie           | Crédit Agricole        | + 2 min 16 s    |
| 8e | Oscar Camenzind   | Suisse              | Phonak Hearing Systems | + 2 min 16 s    |
| 9e | Massimo Giunti    | Italie              | Domina Vacanze-Elitron | + 2 min 16 s    |
| 10e | Bekim Christensen | Royaume du Danemark | CSC                    | + 2 min 16 s    |

| \| Classement général \| Classement général \| Classement général \| Classement général \| Classement général \| \| Coureur \| Coureur \| Pays \| Équipe \| Temps \| \| ------------------ \| -------------------- \| ------------------ \| ---------------------- \| ------------------ \| \| 1er \| Francesco Casagrande \| Italie \| Lampre \| 32 h 29 min 07 s \| \| 2e \| Alexandre Vinokourov \| Kazakhstan \| Telekom \| + 37 s \| \| 3e \| Alexandre Moos \| Suisse \| Phonak Hearing Systems \| + 1 min 25 s \| \| 4e \| Giuseppe Guerini \| Italie \| Telekom \| + 1 min 27 s \| \| 5e \| Kim Kirchen \| Luxembourg \| Fassa Bortolo \| + 1 min 30 s \| \| 6e \| Tadej Valjavec \| Slovénie \| Fassa Bortolo \| + 1 min 31 s \| \| 7e \| Sven Montgomery \| Suisse \| Fassa Bortolo \| + 1 min 56 s \| \| 8e \| Óscar Pereiro \| Espagne \| Phonak Hearing Systems \| + 2 min 09 s \| \| 9e \| Jan Ullrich \| Allemagne \| Team Bianchi \| + 3 min 24 s \| \| 10e \| Ondřej Sosenka \| Tchéquie \| CCC Polsat-Atlas \| + 2 min 58 s \| |                      |            |                        |                  |
| |                      |            |                        |                  |
| |                      |            |                        |                  |
| Classement général |                      |            |                        |                  |
| Coureur | Coureur              | Pays       | Équipe                 | Temps            |
| 1er | Francesco Casagrande | Italie     | Lampre                 | 32 h 29 min 07 s |
| 2e | Alexandre Vinokourov | Kazakhstan | Telekom                | + 37 s           |
| 3e | Alexandre Moos       | Suisse     | Phonak Hearing Systems | + 1 min 25 s     |
| 4e | Giuseppe Guerini     | Italie     | Telekom                | + 1 min 27 s     |
| 5e | Kim Kirchen          | Luxembourg | Fassa Bortolo          | + 1 min 30 s     |
| 6e | Tadej Valjavec       | Slovénie   | Fassa Bortolo          | + 1 min 31 s     |
| 7e | Sven Montgomery      | Suisse     | Fassa Bortolo          | + 1 min 56 s     |
| 8e | Óscar Pereiro        | Espagne    | Phonak Hearing Systems | + 2 min 09 s     |
| 9e | Jan Ullrich          | Allemagne  | Team Bianchi           | + 3 min 24 s     |
| 10e | Ondřej Sosenka       | Tchéquie   | CCC Polsat-Atlas       | + 2 min 58 s     |

### 8eétape
24 juin 2003 - Gossau à Gossau, 32,5 km (contre-la-montre)
| \| Classement de l'étape \| Classement de l'étape \| Classement de l'étape \| Classement de l'étape \| Classement de l'étape \| \| Coureur \| Coureur \| Pays \| Équipe \| Temps \| \| --------------------- \| --------------------- \| --------------------- \| ---------------------- \| --------------------- \| \| 1er \| Bradley McGee \| Australie \| Fdjeux.com \| 42 min 20 s \| \| 2e \| Uwe Peschel \| Allemagne \| Gerolsteiner \| + 23 s \| \| 3e \| Jan Ullrich \| Allemagne \| Team Bianchi \| + 50 s \| \| 4e \| Óscar Pereiro \| Espagne \| Phonak Hearing Systems \| + 1 min 06 s \| \| 5e \| Alexandre Vinokourov \| Kazakhstan \| Telekom \| + 1 min 12 s \| \| 6e \| Tobias Steinhauser \| Allemagne \| Team Bianchi \| + 1 min 28 s \| \| 7e \| Bobby Julich \| États-Unis \| Telekom \| + 1 min 29 s \| \| 8e \| Fabian Cancellara \| Suisse \| Fassa Bortolo \| + 1 min 31 s \| \| 9e \| Sebastian Lang \| Allemagne \| Gerolsteiner \| + 1 min 33 s \| \| 10e \| Giuseppe Guerini \| Italie \| Telekom \| + 1 min 34 s \| |                      |            |                        |              |
| |                      |            |                        |              |
| |                      |            |                        |              |
| Classement de l'étape |                      |            |                        |              |
| Coureur | Coureur              | Pays       | Équipe                 | Temps        |
| 1er | Bradley McGee        | Australie  | Fdjeux.com             | 42 min 20 s  |
| 2e | Uwe Peschel          | Allemagne  | Gerolsteiner           | + 23 s       |
| 3e | Jan Ullrich          | Allemagne  | Team Bianchi           | + 50 s       |
| 4e | Óscar Pereiro        | Espagne    | Phonak Hearing Systems | + 1 min 06 s |
| 5e | Alexandre Vinokourov | Kazakhstan | Telekom                | + 1 min 12 s |
| 6e | Tobias Steinhauser   | Allemagne  | Team Bianchi           | + 1 min 28 s |
| 7e | Bobby Julich         | États-Unis | Telekom                | + 1 min 29 s |
| 8e | Fabian Cancellara    | Suisse     | Fassa Bortolo          | + 1 min 31 s |
| 9e | Sebastian Lang       | Allemagne  | Gerolsteiner           | + 1 min 33 s |
| 10e | Giuseppe Guerini     | Italie     | Telekom                | + 1 min 34 s |

| \| Classement général \| Classement général \| Classement général \| Classement général \| Classement général \| \| Coureur \| Coureur \| Pays \| Équipe \| Temps \| \| ------------------ \| -------------------- \| ------------------ \| ---------------------- \| ------------------ \| \| 1er \| Alexandre Vinokourov \| Kazakhstan \| Telekom \| 33 h 13 min 17 s \| \| 2e \| Francesco Casagrande \| Italie \| Lampre \| + 15 s \| \| 3e \| Giuseppe Guerini \| Italie \| Telekom \| + 1 min 12 s \| \| 4e \| Óscar Pereiro \| Espagne \| Phonak Hearing Systems \| + 1 min 26 s \| \| 5e \| Kim Kirchen \| Luxembourg \| Fassa Bortolo \| + 1 min 44 s \| \| 6e \| Tadej Valjavec \| Slovénie \| Fassa Bortolo \| + 1 min 53 s \| \| 7e \| Alexandre Moos \| Suisse \| Phonak Hearing Systems \| + 2 min 10 s \| \| 8e \| Jan Ullrich \| Allemagne \| Team Bianchi \| + 2 min 25 s \| \| 9e \| Sven Montgomery \| Suisse \| Fassa Bortolo \| + 2 min 27 s \| \| 10e \| Ondřej Sosenka \| Tchéquie \| CCC Polsat-Atlas \| + 3 min 58 s \| |                      |            |                        |                  |
| |                      |            |                        |                  |
| |                      |            |                        |                  |
| Classement général |                      |            |                        |                  |
| Coureur | Coureur              | Pays       | Équipe                 | Temps            |
| 1er | Alexandre Vinokourov | Kazakhstan | Telekom                | 33 h 13 min 17 s |
| 2e | Francesco Casagrande | Italie     | Lampre                 | + 15 s           |
| 3e | Giuseppe Guerini     | Italie     | Telekom                | + 1 min 12 s     |
| 4e | Óscar Pereiro        | Espagne    | Phonak Hearing Systems | + 1 min 26 s     |
| 5e | Kim Kirchen          | Luxembourg | Fassa Bortolo          | + 1 min 44 s     |
| 6e | Tadej Valjavec       | Slovénie   | Fassa Bortolo          | + 1 min 53 s     |
| 7e | Alexandre Moos       | Suisse     | Phonak Hearing Systems | + 2 min 10 s     |
| 8e | Jan Ullrich          | Allemagne  | Team Bianchi           | + 2 min 25 s     |
| 9e | Sven Montgomery      | Suisse     | Fassa Bortolo          | + 2 min 27 s     |
| 10e | Ondřej Sosenka       | Tchéquie   | CCC Polsat-Atlas       | + 3 min 58 s     |

### 9eétape
25 juin 2003 - Stäfa à Aarau, 152 km
| \| Classement de l'étape \| Classement de l'étape \| Classement de l'étape \| Classement de l'étape \| Classement de l'étape \| \| Coureur \| Coureur \| Pays \| Équipe \| Temps \| \| --------------------- \| --------------------- \| --------------------- \| ---------------------- \| --------------------- \| \| 1er \| Baden Cooke \| Australie \| Fdjeux.com \| 3 h 25 min 41 s \| \| 2e \| Alexandre Moos \| Suisse \| Phonak Hearing Systems \| + 0 s \| \| 3e \| Julian Dean \| Nouvelle-Zélande \| CSC \| + 0 s \| \| 4e \| Sven Teutenberg \| Allemagne \| Team Bianchi \| + 0 s \| \| 5e \| Alexandre Vinokourov \| Kazakhstan \| Telekom \| + 0 s \| \| 6e \| Markus Zberg \| Suisse \| Gerolsteiner \| + 0 s \| \| 7e \| Paolo Valoti \| Italie \| Domina Vacanze-Elitron \| + 2 s \| \| 8e \| Gabriele Missaglia \| Italie \| Lampre \| + 2 s \| \| 9e \| Aart Vierhouten \| Pays-Bas \| Lotto-Domo \| + 2 s \| \| 10e \| Óscar Pereiro \| Espagne \| Phonak Hearing Systems \| + 2 s \| |                      |                  |                        |                 |
| |                      |                  |                        |                 |
| |                      |                  |                        |                 |
| Classement de l'étape |                      |                  |                        |                 |
| Coureur | Coureur              | Pays             | Équipe                 | Temps           |
| 1er | Baden Cooke          | Australie        | Fdjeux.com             | 3 h 25 min 41 s |
| 2e | Alexandre Moos       | Suisse           | Phonak Hearing Systems | + 0 s           |
| 3e | Julian Dean          | Nouvelle-Zélande | CSC                    | + 0 s           |
| 4e | Sven Teutenberg      | Allemagne        | Team Bianchi           | + 0 s           |
| 5e | Alexandre Vinokourov | Kazakhstan       | Telekom                | + 0 s           |
| 6e | Markus Zberg         | Suisse           | Gerolsteiner           | + 0 s           |
| 7e | Paolo Valoti         | Italie           | Domina Vacanze-Elitron | + 2 s           |
| 8e | Gabriele Missaglia   | Italie           | Lampre                 | + 2 s           |
| 9e | Aart Vierhouten      | Pays-Bas         | Lotto-Domo             | + 2 s           |
| 10e | Óscar Pereiro        | Espagne          | Phonak Hearing Systems | + 2 s           |

## Classements finals

### Classement général
| \| Classement général \| Classement général \| Classement général \| Classement général \| Classement général \| \| Coureur \| Coureur \| Pays \| Équipe \| Temps \| \| ------------------ \| -------------------- \| ------------------ \| ---------------------- \| ------------------ \| \| 1er \| Alexandre Vinokourov \| Kazakhstan \| Telekom \| 36 h 38 min 58 s \| \| 2e \| Giuseppe Guerini \| Italie \| Telekom \| + 1 min 14 s \| \| 3e \| Óscar Pereiro \| Espagne \| Phonak Hearing Systems \| + 1 min 28 s \| \| 4e \| Kim Kirchen \| Luxembourg \| Fassa Bortolo \| + 1 min 46 s \| \| 5e \| Tadej Valjavec \| Slovénie \| Fassa Bortolo \| + 1 min 55 s \| \| 6e \| Alexandre Moos \| Suisse \| Phonak Hearing Systems \| + 2 min 10 s \| \| 7e \| Jan Ullrich \| Allemagne \| Team Bianchi \| + 2 min 27 s \| \| 8e \| Sven Montgomery \| Suisse \| Fassa Bortolo \| + 2 min 29 s \| \| 9e \| Ondřej Sosenka \| Tchéquie \| CCC Polsat-Atlas \| + 4 min 14 s \| \| 10e \| Tomasz Brożyna \| Pologne \| CCC Polsat-Atlas \| + 5 min 17 s \| |                      |            |                        |                  |
| |                      |            |                        |                  |
| |                      |            |                        |                  |
| Classement général |                      |            |                        |                  |
| Coureur | Coureur              | Pays       | Équipe                 | Temps            |
| 1er | Alexandre Vinokourov | Kazakhstan | Telekom                | 36 h 38 min 58 s |
| 2e | Giuseppe Guerini     | Italie     | Telekom                | + 1 min 14 s     |
| 3e | Óscar Pereiro        | Espagne    | Phonak Hearing Systems | + 1 min 28 s     |
| 4e | Kim Kirchen          | Luxembourg | Fassa Bortolo          | + 1 min 46 s     |
| 5e | Tadej Valjavec       | Slovénie   | Fassa Bortolo          | + 1 min 55 s     |
| 6e | Alexandre Moos       | Suisse     | Phonak Hearing Systems | + 2 min 10 s     |
| 7e | Jan Ullrich          | Allemagne  | Team Bianchi           | + 2 min 27 s     |
| 8e | Sven Montgomery      | Suisse     | Fassa Bortolo          | + 2 min 29 s     |
| 9e | Ondřej Sosenka       | Tchéquie   | CCC Polsat-Atlas       | + 4 min 14 s     |
| 10e | Tomasz Brożyna       | Pologne    | CCC Polsat-Atlas       | + 5 min 17 s     |

| Classement par points | Classement par points | Classement par points | Classement par points  | Classement par points |
| Coureur               | Coureur               | Pays                  | Équipe                 | Points                |
| --------------------- | --------------------- | --------------------- | ---------------------- | --------------------- |
| 1er                   | Alexandre Vinokourov  | Kazakhstan            | Telekom                | 73 pts                |
| 2e                    | Alexandre Moos        | Suisse                | Phonak Hearing Systems | 56 pts                |
| 3e                    | Kim Kirchen           | Luxembourg            | Fassa Bortolo          | 51 pts                |
| 4e                    | Julian Dean           | Nouvelle-Zélande      | CSC                    | 47 pts                |
| 5e                    | Stuart O'Grady        | Australie             | Crédit Agricole        | 46 pts                |
| 6e                    | Óscar Pereiro         | Espagne               | Phonak Hearing Systems | 42 pts                |
| 7e                    | Baden Cooke           | Australie             | Fdjeux.com             | 36 pts                |
| 8e                    | Bradley McGee         | Australie             | Fdjeux.com             | 35 pts                |
| 9e                    | Markus Zberg          | Suisse                | Gerolsteiner           | 32 pts                |
| 10e                   | Sergueï Yakovlev      | Kazakhstan            | Telekom                | 25 pts                |

| Classement par points | Classement par points | Classement par points | Classement par points  | Classement par points |
| Coureur               | Coureur               | Pays                  | Équipe                 | Points                |
| --------------------- | --------------------- | --------------------- | ---------------------- | --------------------- |
| 1er                   | Alexandre Vinokourov  | Kazakhstan            | Telekom                | 73 pts                |
| 2e                    | Alexandre Moos        | Suisse                | Phonak Hearing Systems | 56 pts                |
| 3e                    | Kim Kirchen           | Luxembourg            | Fassa Bortolo          | 51 pts                |
| 4e                    | Julian Dean           | Nouvelle-Zélande      | CSC                    | 47 pts                |
| 5e                    | Stuart O'Grady        | Australie             | Crédit Agricole        | 46 pts                |
| 6e                    | Óscar Pereiro         | Espagne               | Phonak Hearing Systems | 42 pts                |
| 7e                    | Baden Cooke           | Australie             | Fdjeux.com             | 36 pts                |
| 8e                    | Bradley McGee         | Australie             | Fdjeux.com             | 35 pts                |
| 9e                    | Markus Zberg          | Suisse                | Gerolsteiner           | 32 pts                |
| 10e                   | Sergueï Yakovlev      | Kazakhstan            | Telekom                | 25 pts                |

| Classement de la montagne | Classement de la montagne | Classement de la montagne | Classement de la montagne | Classement de la montagne |
| Coureur                   | Coureur                   | Pays                      | Équipe                    | Points                    |
| ------------------------- | ------------------------- | ------------------------- | ------------------------- | ------------------------- |
| 1er                       | Filippo Simeoni           | Italie                    | Domina Vacanze-Elitron    | 41 pts                    |
| 2e                        | Seweryn Kohut             | Pologne                   | CCC Polsat-Atlas          | 36 pts                    |
| 3e                        | Alexandre Vinokourov      | Kazakhstan                | Telekom                   | 32 pts                    |
| 4e                        | Daniel Schnider           | Suisse                    | Phonak Hearing Systems    | 24 pts                    |
| 5e                        | Massimo Giunti            | Italie                    | Domina Vacanze-Elitron    | 23 pts                    |
| 6e                        | Alexandre Moos            | Suisse                    | Phonak Hearing Systems    | 23 pts                    |
| 7e                        | Óscar Pereiro             | Espagne                   | Phonak Hearing Systems    | 20 pts                    |
| 8e                        | Giuseppe Guerini          | Italie                    | Telekom                   | 19 pts                    |
| 9e                        | Bradley McGee             | Australie                 | Fdjeux.com                | 18 pts                    |
| 10e                       | Sergueï Yakovlev          | Kazakhstan                | Telekom                   | 13 pts                    |

| Classement de la montagne | Classement de la montagne | Classement de la montagne | Classement de la montagne | Classement de la montagne |
| Coureur                   | Coureur                   | Pays                      | Équipe                    | Points                    |
| ------------------------- | ------------------------- | ------------------------- | ------------------------- | ------------------------- |
| 1er                       | Filippo Simeoni           | Italie                    | Domina Vacanze-Elitron    | 41 pts                    |
| 2e                        | Seweryn Kohut             | Pologne                   | CCC Polsat-Atlas          | 36 pts                    |
| 3e                        | Alexandre Vinokourov      | Kazakhstan                | Telekom                   | 32 pts                    |
| 4e                        | Daniel Schnider           | Suisse                    | Phonak Hearing Systems    | 24 pts                    |
| 5e                        | Massimo Giunti            | Italie                    | Domina Vacanze-Elitron    | 23 pts                    |
| 6e                        | Alexandre Moos            | Suisse                    | Phonak Hearing Systems    | 23 pts                    |
| 7e                        | Óscar Pereiro             | Espagne                   | Phonak Hearing Systems    | 20 pts                    |
| 8e                        | Giuseppe Guerini          | Italie                    | Telekom                   | 19 pts                    |
| 9e                        | Bradley McGee             | Australie                 | Fdjeux.com                | 18 pts                    |
| 10e                       | Sergueï Yakovlev          | Kazakhstan                | Telekom                   | 13 pts                    |

| Classement des sprints | Classement des sprints | Classement des sprints | Classement des sprints | Classement des sprints |
| Coureur                | Coureur                | Pays                   | Équipe                 | Points                 |
| ---------------------- | ---------------------- | ---------------------- | ---------------------- | ---------------------- |
| 1er                    | Daniel Schnider        | Suisse                 | Phonak Hearing Systems | 24 pts                 |
| 2e                     | Peter Wuyts            | Belgique               | Palmans-Collstrop      | 20 pts                 |
| 3e                     | Jurgen Van Goolen      | Belgique               | Quick Step-Davitamon   | 18 pts                 |
| 4e                     | Bradley McGee          | Australie              | Fdjeux.com             | 10 pts                 |
| 5e                     | Steffen Wesemann       | Allemagne              | Telekom                | 6 pts                  |
| 6e                     | Fabian Cancellara      | Suisse                 | Fassa Bortolo          | 6 pts                  |
| 7e                     | Mark Scanlon           | Irlande                | AG2R Prévoyance        | 6 pts                  |
| 8e                     | Martin Derganc         | Slovénie               | Domina Vacanze-Elitron | 6 pts                  |
| 9e                     | Filippo Simeoni        | Italie                 | Domina Vacanze-Elitron | 6 pts                  |
| 10e                    | Stephan Schreck        | Allemagne              | Telekom                | 5 pts                  |

| Classement des sprints | Classement des sprints | Classement des sprints | Classement des sprints | Classement des sprints |
| Coureur                | Coureur                | Pays                   | Équipe                 | Points                 |
| ---------------------- | ---------------------- | ---------------------- | ---------------------- | ---------------------- |
| 1er                    | Daniel Schnider        | Suisse                 | Phonak Hearing Systems | 24 pts                 |
| 2e                     | Peter Wuyts            | Belgique               | Palmans-Collstrop      | 20 pts                 |
| 3e                     | Jurgen Van Goolen      | Belgique               | Quick Step-Davitamon   | 18 pts                 |
| 4e                     | Bradley McGee          | Australie              | Fdjeux.com             | 10 pts                 |
| 5e                     | Steffen Wesemann       | Allemagne              | Telekom                | 6 pts                  |
| 6e                     | Fabian Cancellara      | Suisse                 | Fassa Bortolo          | 6 pts                  |
| 7e                     | Mark Scanlon           | Irlande                | AG2R Prévoyance        | 6 pts                  |
| 8e                     | Martin Derganc         | Slovénie               | Domina Vacanze-Elitron | 6 pts                  |
| 9e                     | Filippo Simeoni        | Italie                 | Domina Vacanze-Elitron | 6 pts                  |
| 10e                    | Stephan Schreck        | Allemagne              | Telekom                | 5 pts                  |

| Classement par équipes | Classement par équipes | Classement par équipes | Classement par équipes |
| Équipe                 | Équipe                 | Pays                   | Temps                  |
| ---------------------- | ---------------------- | ---------------------- | ---------------------- |
| 1re                    | Fassa Bortolo          | Italie                 | 110 h 00 min 32 s      |
| 2e                     | Phonak Hearing Systems | Suisse                 | + 1 min 53 s           |
| 3e                     | Telekom                | Allemagne              | + 5 min 29 s           |
| 4e                     | CCC Polsat-Atlas       | Pologne                | + 12 min 56 s          |
| 5e                     | Fdjeux.com             | France                 | + 28 min 20 s          |
| 6e                     | Domina Vacanze-Elitron | Italie                 | + 22 min 15 s          |
| 7e                     | Quick Step-Davitamon   | Belgique               | + 55 min 45 s          |
| 8e                     | Gerolsteiner           | Allemagne              | + 56 min 17 s          |
| 9e                     | Team Bianchi           | Allemagne              | + 1 h 04 min 05 s      |
| 10e                    | Saeco                  | Italie                 | + 1 h 06 min 08 s      |

| Classement par équipes | Classement par équipes | Classement par équipes | Classement par équipes |
| Équipe                 | Équipe                 | Pays                   | Temps                  |
| ---------------------- | ---------------------- | ---------------------- | ---------------------- |
| 1re                    | Fassa Bortolo          | Italie                 | 110 h 00 min 32 s      |
| 2e                     | Phonak Hearing Systems | Suisse                 | + 1 min 53 s           |
| 3e                     | Telekom                | Allemagne              | + 5 min 29 s           |
| 4e                     | CCC Polsat-Atlas       | Pologne                | + 12 min 56 s          |
| 5e                     | Fdjeux.com             | France                 | + 28 min 20 s          |
| 6e                     | Domina Vacanze-Elitron | Italie                 | + 22 min 15 s          |
| 7e                     | Quick Step-Davitamon   | Belgique               | + 55 min 45 s          |
| 8e                     | Gerolsteiner           | Allemagne              | + 56 min 17 s          |
| 9e                     | Team Bianchi           | Allemagne              | + 1 h 04 min 05 s      |
| 10e                    | Saeco                  | Italie                 | + 1 h 06 min 08 s      |

## Évolution des classements
| Étape              | Vainqueur            | Classement général   | Classement par points | Grand Prix de la montagne | Classement des sprints | Classement par équipes |
| ------------------ | -------------------- | -------------------- | --------------------- | ------------------------- | ---------------------- | ---------------------- |
| Prologue           | Fabian Cancellara    | Fabian Cancellara    | Fabian Cancellara     | Non décerné               | Fabian Cancellara      | Phonak Hearing Systems |
| 1                  | Alexandre Vinokourov | Alexandre Vinokourov | Alexandre Vinokourov  | Giuseppe Guerini          | Fabian Cancellara      | Phonak Hearing Systems |
| 2                  | Robbie McEwen        | Alexandre Vinokourov | Robbie McEwen         | Jurgen Van Goolen         | Jurgen Van Goolen      | Phonak Hearing Systems |
| 3                  | Francesco Casagrande | Alexandre Vinokourov | Alexandre Vinokourov  | Francesco Casagrande      | Peter Wuyts            | Fassa Bortolo          |
| 4                  | Sandy Casar          | Alexandre Vinokourov | Robbie McEwen         | Filippo Simeoni           | Sandy Casar            | Fassa Bortolo          |
| 5                  | Francesco Casagrande | Francesco Casagrande | Alexandre Vinokourov  | Francesco Casagrande      | Sandy Casar            | Fassa Bortolo          |
| 6                  | Óscar Pereiro        | Francesco Casagrande | Alexandre Vinokourov  | Francesco Casagrande      | Peter Wuyts            | Fassa Bortolo          |
| 7                  | Sergueï Yakovlev     | Francesco Casagrande | Alexandre Vinokourov  | Francesco Casagrande      | Daniel Schnider        | Fassa Bortolo          |
| 8                  | Bradley McGee        | Alexandre Vinokourov | Alexandre Vinokourov  | Francesco Casagrande      | Daniel Schnider        | Fassa Bortolo          |
| 9                  | Baden Cooke          | Alexandre Vinokourov | Alexandre Vinokourov  | Filippo Simeoni           | Daniel Schnider        | Fassa Bortolo          |
| Classements finals | Classements finals   | Alexandre Vinokourov | Alexandre Vinokourov  | Filippo Simeoni           | Daniel Schnider        | Fassa Bortolo          |

## Liste des participants
| Phonak Hearing Systems PHO | Phonak Hearing Systems PHO  | Phonak Hearing Systems PHO |
| -------------------------- | --------------------------- | -------------------------- |
| Num                        | Coureur                     | Pos                        |
| 1                          | Alex Zülle (SUI)            |                            |
| 2                          | Oscar Camenzind (SUI)       |                            |
| 3                          | Niki Aebersold (SUI)        |                            |
| 4                          | Juan Carlos Domínguez (ESP) |                            |
| 5                          | Marco Fertonani (ITA)       |                            |
| 6                          | Alexandre Moos (SUI)        |                            |
| 7                          | Óscar Pereiro (ESP)         |                            |
| 8                          | Daniel Schnider (SUI)       |                            |

| AG2R Prévoyance A2R | AG2R Prévoyance A2R        | AG2R Prévoyance A2R |
| ------------------- | -------------------------- | ------------------- |
| Num                 | Coureur                    | Pos                 |
| 11                  | Christophe Agnolutto (FRA) |                     |
| 12                  | Lauri Aus (EST)            |                     |
| 13                  | Stéphane Bergès (FRA)      |                     |
| 14                  | Julien Laidoun (FRA)       |                     |
| 15                  | Thierry Loder (FRA)        |                     |
| 16                  | Erki Pütsep (EST)          |                     |
| 17                  | Mark Scanlon (IRL)         |                     |
| 18                  | Olivier Trastour (FRA)     |                     |

| Crédit Agricole C.A | Crédit Agricole C.A      | Crédit Agricole C.A |
| ------------------- | ------------------------ | ------------------- |
| Num                 | Coureur                  | Pos                 |
| 21                  | Stuart O'Grady (AUS)     |                     |
| 22                  | Yohann Charpenteau (FRA) |                     |
| 23                  | Cédric Hervé (FRA)       |                     |
| 24                  | Christopher Jenner (NZL) |                     |
| 25                  | Lilian Jégou (FRA)       |                     |
| 26                  | Éric Leblacher (FRA)     |                     |
| 27                  | Marcus Ljungqvist (SWE)  |                     |
| 28                  | Corey Sweet (AUS)        |                     |

| Team Bianchi TBI | Team Bianchi TBI         | Team Bianchi TBI |
| ---------------- | ------------------------ | ---------------- |
| Num              | Coureur                  | Pos              |
| 31               | Jan Ullrich (GER)        |                  |
| 32               | Stefan Adamsson (SWE)    |                  |
| 33               | Aitor Garmendia (ESP)    |                  |
| 34               | David Plaza (ESP)        |                  |
| 35               | Thorsten Rund (GER)      |                  |
| 36               | Tobias Steinhauser (GER) |                  |
| 37               | Malte Urban (GER)        |                  |
| 38               | Sven Teutenberg (GER)    |                  |

| CSC | CSC                   | CSC |
| --- | --------------------- | --- |
| Num | Coureur               | Pos |
| 41  | Tristan Hoffman (NED) |     |
| 42  | Julian Dean (NZL)     |     |
| 43  | Lars Michaelsen (DEN) |     |
| 44  | Arvis Piziks (LAT)    |     |
| 45  | Bekim Christensen     |     |
| 46  | Fränk Schleck (LUX)   |     |
| 47  | Geert Van Bondt (BEL) |     |
| 48  | Paul Van Hyfte (BEL)  |     |

| Domina Vacanze-Elitron DVE | Domina Vacanze-Elitron DVE           | Domina Vacanze-Elitron DVE |
| -------------------------- | ------------------------------------ | -------------------------- |
| Num                        | Coureur                              | Pos                        |
| 51                         | Massimiliano Gentili (ITA)           |                            |
| 52                         | Massimo Giunti (ITA)                 |                            |
| 53                         | Alexandr Kolobnev (RUS)              |                            |
| 54                         | Miguel Ángel Martín Perdiguero (ESP) |                            |
| 55                         | Martin Derganc (SLO)                 |                            |
| 56                         | Kyrylo Pospyeyev (UKR)               |                            |
| 57                         | Filippo Simeoni (ITA)                |                            |
| 58                         | Paolo Valoti (ITA)                   |                            |

| Fassa Bortolo FAS | Fassa Bortolo FAS       | Fassa Bortolo FAS |
| ----------------- | ----------------------- | ----------------- |
| Num               | Coureur                 | Pos               |
| 61                | Fabian Cancellara (SUI) |                   |
| 62                | Mauro Facci (ITA)       |                   |
| 63                | Dario Frigo (ITA)       |                   |
| 64                | Sergueï Ivanov (RUS)    |                   |
| 65                | Gustav Larsson (SWE)    |                   |
| 66                | Sven Montgomery (SUI)   |                   |
| 67                | Tadej Valjavec (SLO)    |                   |
| 68                | Kim Kirchen (LUX)       |                   |

| Fdjeux.com FDJ | Fdjeux.com FDJ         | Fdjeux.com FDJ |
| -------------- | ---------------------- | -------------- |
| Num            | Coureur                | Pos            |
| 71             | Bradley McGee (AUS)    |                |
| 72             | Baden Cooke (AUS)      |                |
| 73             | Jimmy Casper (FRA)     |                |
| 74             | Régis Lhuillier (FRA)  |                |
| 75             | Nicolas Fritsch (FRA)  |                |
| 76             | Jean-Cyril Robin (FRA) |                |
| 77             | Sandy Casar (FRA)      |                |
| 78             | Matthew Wilson (AUS)   |                |

| Gerolsteiner GST | Gerolsteiner GST        | Gerolsteiner GST |
| ---------------- | ----------------------- | ---------------- |
| Num              | Coureur                 | Pos              |
| 81               | Markus Zberg (SUI)      |                  |
| 82               | Michael Rich (GER)      |                  |
| 83               | Uwe Peschel (GER)       |                  |
| 84               | Robert Förster (GER)    |                  |
| 85               | Sebastian Lang (GER)    |                  |
| 86               | Marcel Strauss (SUI)    |                  |
| 87               | Gerhard Trampusch (AUT) |                  |
| 88               | Steffen Weigold (GER)   |                  |

| Lampre LAM | Lampre LAM                  | Lampre LAM |
| ---------- | --------------------------- | ---------- |
| Num        | Coureur                     | Pos        |
| 91         | Francesco Casagrande (ITA)  |            |
| 92         | Wladimir Belli (ITA)        |            |
| 93         | Sergio Barbero (ITA)        |            |
| 94         | Rubens Bertogliati (SUI)    |            |
| 95         | Gabriele Missaglia (ITA)    |            |
| 96         | Alessandro Cortinovis (ITA) |            |
| 97         | Marco Serpellini (ITA)      |            |
| 98         | Simone Bertoletti (ITA)     |            |

| Lotto-Domo ___ | Lotto-Domo ___        | Lotto-Domo ___ |
| -------------- | --------------------- | -------------- |
| Num            | Coureur               | Pos            |
| 101            | Hans De Clercq (BEL)  |                |
| 102            | Rik Verbrugghe (BEL)  |                |
| 103            | Robbie McEwen (AUS)   |                |
| 104            | Léon van Bon (NED)    |                |
| 105            | Serge Baguet (BEL)    |                |
| 106            | Nick Gates (AUS)      |                |
| 107            | Aart Vierhouten (NED) |                |
| 108            | Leif Hoste (BEL)      |                |

| Palmans-Collstrop ___ | Palmans-Collstrop ___   | Palmans-Collstrop ___ |
| --------------------- | ----------------------- | --------------------- |
| Num                   | Coureur                 | Pos                   |
| 111                   | Thierry De Groote (BEL) |                       |
| 112                   | Fabien De Waele (BEL)   |                       |
| 113                   | Steve De Wolf (BEL)     |                       |
| 114                   | Roger Hammond (GBR)     |                       |
| 115                   | Bert Roesems (BEL)      |                       |
| 116                   | Eddy Lembo (FRA)        |                       |
| 117                   | Erwin Thijs (BEL)       |                       |
| 118                   | Peter Wuyts (BEL)       |                       |

| Quick Step-Davitamon QSD | Quick Step-Davitamon QSD | Quick Step-Davitamon QSD |
| ------------------------ | ------------------------ | ------------------------ |
| Num                      | Coureur                  | Pos                      |
| 121                      | Paolo Bettini (ITA)      |                          |
| 122                      | Davide Bramati (ITA)     |                          |
| 123                      | Kevin Hulsmans (BEL)     |                          |
| 124                      | Servais Knaven (NED)     |                          |
| 125                      | Nick Nuyens (BEL)        |                          |
| 126                      | Domenico Passuello (ITA) |                          |
| 127                      | Patrik Sinkewitz (GER)   |                          |
| 128                      | Jurgen Van Goolen (BEL)  |                          |

| Saeco SAE | Saeco SAE                 | Saeco SAE |
| --------- | ------------------------- | --------- |
| Num       | Coureur                   | Pos       |
| 131       | Igor Astarloa (ESP)       |           |
| 132       | Mirko Celestino (ITA)     |           |
| 133       | Salvatore Commesso (ITA)  |           |
| 134       | Juan Fuentes (ESP)        |           |
| 135       | Jörg Ludewig (GER)        |           |
| 136       | Ivan Quaranta (ITA)       |           |
| 137       | Marius Sabaliauskas (LTU) |           |
| 138       | Stefano Zanini (ITA)      |           |

| Telekom TEL | Telekom TEL                | Telekom TEL |
| ----------- | -------------------------- | ----------- |
| Num         | Coureur                    | Pos         |
| 141         | Alexandre Vinokourov (KAZ) |             |
| 142         | Torsten Hiekmann (GER)     |             |
| 143         | Giuseppe Guerini (ITA)     |             |
| 144         | Bobby Julich (USA)         |             |
| 145         | Daniele Nardello (ITA)     |             |
| 146         | Stephan Schreck (GER)      |             |
| 147         | Steffen Wesemann (GER)     |             |
| 148         | Sergueï Yakovlev (KAZ)     |             |

| Vini Caldirola-Saunier Duval ___ | Vini Caldirola-Saunier Duval ___ | Vini Caldirola-Saunier Duval ___ |
| -------------------------------- | -------------------------------- | -------------------------------- |
| Num                              | Coureur                          | Pos                              |
| 152                              | Patrick Calcagni (SUI)           |                                  |
| 153                              | Simone Masciarelli (ITA)         |                                  |
| 154                              | Marco Milesi (ITA)               |                                  |
| 155                              | Mauro Radaelli (ITA)             |                                  |
| 156                              | Gianluca Sironi (ITA)            |                                  |
| 157                              | Romāns Vainšteins (LAT)          |                                  |
| 158                              | Pietro Zucconi (SUI)             |                                  |

| CCC Polsat-Atlas CCC | CCC Polsat-Atlas CCC     | CCC Polsat-Atlas CCC |
| -------------------- | ------------------------ | -------------------- |
| Num                  | Coureur                  | Pos                  |
| 161                  | Pavel Tonkov (RUS)       |                      |
| 162                  | Dariusz Baranowski (POL) |                      |
| 163                  | Tomasz Brożyna (POL)     |                      |
| 164                  | Ondřej Sosenka (CZE)     |                      |
| 165                  | Piotr Chmielewski (POL)  |                      |
| 166                  | Seweryn Kohut (POL)      |                      |
| 167                  | Piotr Przydział (POL)    |                      |
| 168                  | Radosław Romanik (POL)   |                      |

| Phonak Hearing Systems PHO | Phonak Hearing Systems PHO  | Phonak Hearing Systems PHO |
| -------------------------- | --------------------------- | -------------------------- |
| Num                        | Coureur                     | Pos                        |
| 1                          | Alex Zülle (SUI)            |                            |
| 2                          | Oscar Camenzind (SUI)       |                            |
| 3                          | Niki Aebersold (SUI)        |                            |
| 4                          | Juan Carlos Domínguez (ESP) |                            |
| 5                          | Marco Fertonani (ITA)       |                            |
| 6                          | Alexandre Moos (SUI)        |                            |
| 7                          | Óscar Pereiro (ESP)         |                            |
| 8                          | Daniel Schnider (SUI)       |                            |

| AG2R Prévoyance A2R | AG2R Prévoyance A2R        | AG2R Prévoyance A2R |
| ------------------- | -------------------------- | ------------------- |
| Num                 | Coureur                    | Pos                 |
| 11                  | Christophe Agnolutto (FRA) |                     |
| 12                  | Lauri Aus (EST)            |                     |
| 13                  | Stéphane Bergès (FRA)      |                     |
| 14                  | Julien Laidoun (FRA)       |                     |
| 15                  | Thierry Loder (FRA)        |                     |
| 16                  | Erki Pütsep (EST)          |                     |
| 17                  | Mark Scanlon (IRL)         |                     |
| 18                  | Olivier Trastour (FRA)     |                     |

| Crédit Agricole C.A | Crédit Agricole C.A      | Crédit Agricole C.A |
| ------------------- | ------------------------ | ------------------- |
| Num                 | Coureur                  | Pos                 |
| 21                  | Stuart O'Grady (AUS)     |                     |
| 22                  | Yohann Charpenteau (FRA) |                     |
| 23                  | Cédric Hervé (FRA)       |                     |
| 24                  | Christopher Jenner (NZL) |                     |
| 25                  | Lilian Jégou (FRA)       |                     |
| 26                  | Éric Leblacher (FRA)     |                     |
| 27                  | Marcus Ljungqvist (SWE)  |                     |
| 28                  | Corey Sweet (AUS)        |                     |

| Team Bianchi TBI | Team Bianchi TBI         | Team Bianchi TBI |
| ---------------- | ------------------------ | ---------------- |
| Num              | Coureur                  | Pos              |
| 31               | Jan Ullrich (GER)        |                  |
| 32               | Stefan Adamsson (SWE)    |                  |
| 33               | Aitor Garmendia (ESP)    |                  |
| 34               | David Plaza (ESP)        |                  |
| 35               | Thorsten Rund (GER)      |                  |
| 36               | Tobias Steinhauser (GER) |                  |
| 37               | Malte Urban (GER)        |                  |
| 38               | Sven Teutenberg (GER)    |                  |

| CSC | CSC                   | CSC |
| --- | --------------------- | --- |
| Num | Coureur               | Pos |
| 41  | Tristan Hoffman (NED) |     |
| 42  | Julian Dean (NZL)     |     |
| 43  | Lars Michaelsen (DEN) |     |
| 44  | Arvis Piziks (LAT)    |     |
| 45  | Bekim Christensen     |     |
| 46  | Fränk Schleck (LUX)   |     |
| 47  | Geert Van Bondt (BEL) |     |
| 48  | Paul Van Hyfte (BEL)  |     |

| Domina Vacanze-Elitron DVE | Domina Vacanze-Elitron DVE           | Domina Vacanze-Elitron DVE |
| -------------------------- | ------------------------------------ | -------------------------- |
| Num                        | Coureur                              | Pos                        |
| 51                         | Massimiliano Gentili (ITA)           |                            |
| 52                         | Massimo Giunti (ITA)                 |                            |
| 53                         | Alexandr Kolobnev (RUS)              |                            |
| 54                         | Miguel Ángel Martín Perdiguero (ESP) |                            |
| 55                         | Martin Derganc (SLO)                 |                            |
| 56                         | Kyrylo Pospyeyev (UKR)               |                            |
| 57                         | Filippo Simeoni (ITA)                |                            |
| 58                         | Paolo Valoti (ITA)                   |                            |

| Fassa Bortolo FAS | Fassa Bortolo FAS       | Fassa Bortolo FAS |
| ----------------- | ----------------------- | ----------------- |
| Num               | Coureur                 | Pos               |
| 61                | Fabian Cancellara (SUI) |                   |
| 62                | Mauro Facci (ITA)       |                   |
| 63                | Dario Frigo (ITA)       |                   |
| 64                | Sergueï Ivanov (RUS)    |                   |
| 65                | Gustav Larsson (SWE)    |                   |
| 66                | Sven Montgomery (SUI)   |                   |
| 67                | Tadej Valjavec (SLO)    |                   |
| 68                | Kim Kirchen (LUX)       |                   |

| Fdjeux.com FDJ | Fdjeux.com FDJ         | Fdjeux.com FDJ |
| -------------- | ---------------------- | -------------- |
| Num            | Coureur                | Pos            |
| 71             | Bradley McGee (AUS)    |                |
| 72             | Baden Cooke (AUS)      |                |
| 73             | Jimmy Casper (FRA)     |                |
| 74             | Régis Lhuillier (FRA)  |                |
| 75             | Nicolas Fritsch (FRA)  |                |
| 76             | Jean-Cyril Robin (FRA) |                |
| 77             | Sandy Casar (FRA)      |                |
| 78             | Matthew Wilson (AUS)   |                |

| Gerolsteiner GST | Gerolsteiner GST        | Gerolsteiner GST |
| ---------------- | ----------------------- | ---------------- |
| Num              | Coureur                 | Pos              |
| 81               | Markus Zberg (SUI)      |                  |
| 82               | Michael Rich (GER)      |                  |
| 83               | Uwe Peschel (GER)       |                  |
| 84               | Robert Förster (GER)    |                  |
| 85               | Sebastian Lang (GER)    |                  |
| 86               | Marcel Strauss (SUI)    |                  |
| 87               | Gerhard Trampusch (AUT) |                  |
| 88               | Steffen Weigold (GER)   |                  |

| Lampre LAM | Lampre LAM                  | Lampre LAM |
| ---------- | --------------------------- | ---------- |
| Num        | Coureur                     | Pos        |
| 91         | Francesco Casagrande (ITA)  |            |
| 92         | Wladimir Belli (ITA)        |            |
| 93         | Sergio Barbero (ITA)        |            |
| 94         | Rubens Bertogliati (SUI)    |            |
| 95         | Gabriele Missaglia (ITA)    |            |
| 96         | Alessandro Cortinovis (ITA) |            |
| 97         | Marco Serpellini (ITA)      |            |
| 98         | Simone Bertoletti (ITA)     |            |

| Lotto-Domo ___ | Lotto-Domo ___        | Lotto-Domo ___ |
| -------------- | --------------------- | -------------- |
| Num            | Coureur               | Pos            |
| 101            | Hans De Clercq (BEL)  |                |
| 102            | Rik Verbrugghe (BEL)  |                |
| 103            | Robbie McEwen (AUS)   |                |
| 104            | Léon van Bon (NED)    |                |
| 105            | Serge Baguet (BEL)    |                |
| 106            | Nick Gates (AUS)      |                |
| 107            | Aart Vierhouten (NED) |                |
| 108            | Leif Hoste (BEL)      |                |

| Palmans-Collstrop ___ | Palmans-Collstrop ___   | Palmans-Collstrop ___ |
| --------------------- | ----------------------- | --------------------- |
| Num                   | Coureur                 | Pos                   |
| 111                   | Thierry De Groote (BEL) |                       |
| 112                   | Fabien De Waele (BEL)   |                       |
| 113                   | Steve De Wolf (BEL)     |                       |
| 114                   | Roger Hammond (GBR)     |                       |
| 115                   | Bert Roesems (BEL)      |                       |
| 116                   | Eddy Lembo (FRA)        |                       |
| 117                   | Erwin Thijs (BEL)       |                       |
| 118                   | Peter Wuyts (BEL)       |                       |

| Quick Step-Davitamon QSD | Quick Step-Davitamon QSD | Quick Step-Davitamon QSD |
| ------------------------ | ------------------------ | ------------------------ |
| Num                      | Coureur                  | Pos                      |
| 121                      | Paolo Bettini (ITA)      |                          |
| 122                      | Davide Bramati (ITA)     |                          |
| 123                      | Kevin Hulsmans (BEL)     |                          |
| 124                      | Servais Knaven (NED)     |                          |
| 125                      | Nick Nuyens (BEL)        |                          |
| 126                      | Domenico Passuello (ITA) |                          |
| 127                      | Patrik Sinkewitz (GER)   |                          |
| 128                      | Jurgen Van Goolen (BEL)  |                          |

| Saeco SAE | Saeco SAE                 | Saeco SAE |
| --------- | ------------------------- | --------- |
| Num       | Coureur                   | Pos       |
| 131       | Igor Astarloa (ESP)       |           |
| 132       | Mirko Celestino (ITA)     |           |
| 133       | Salvatore Commesso (ITA)  |           |
| 134       | Juan Fuentes (ESP)        |           |
| 135       | Jörg Ludewig (GER)        |           |
| 136       | Ivan Quaranta (ITA)       |           |
| 137       | Marius Sabaliauskas (LTU) |           |
| 138       | Stefano Zanini (ITA)      |           |

| Telekom TEL | Telekom TEL                | Telekom TEL |
| ----------- | -------------------------- | ----------- |
| Num         | Coureur                    | Pos         |
| 141         | Alexandre Vinokourov (KAZ) |             |
| 142         | Torsten Hiekmann (GER)     |             |
| 143         | Giuseppe Guerini (ITA)     |             |
| 144         | Bobby Julich (USA)         |             |
| 145         | Daniele Nardello (ITA)     |             |
| 146         | Stephan Schreck (GER)      |             |
| 147         | Steffen Wesemann (GER)     |             |
| 148         | Sergueï Yakovlev (KAZ)     |             |

| Vini Caldirola-Saunier Duval ___ | Vini Caldirola-Saunier Duval ___ | Vini Caldirola-Saunier Duval ___ |
| -------------------------------- | -------------------------------- | -------------------------------- |
| Num                              | Coureur                          | Pos                              |
| 152                              | Patrick Calcagni (SUI)           |                                  |
| 153                              | Simone Masciarelli (ITA)         |                                  |
| 154                              | Marco Milesi (ITA)               |                                  |
| 155                              | Mauro Radaelli (ITA)             |                                  |
| 156                              | Gianluca Sironi (ITA)            |                                  |
| 157                              | Romāns Vainšteins (LAT)          |                                  |
| 158                              | Pietro Zucconi (SUI)             |                                  |

| CCC Polsat-Atlas CCC | CCC Polsat-Atlas CCC     | CCC Polsat-Atlas CCC |
| -------------------- | ------------------------ | -------------------- |
| Num                  | Coureur                  | Pos                  |
| 161                  | Pavel Tonkov (RUS)       |                      |
| 162                  | Dariusz Baranowski (POL) |                      |
| 163                  | Tomasz Brożyna (POL)     |                      |
| 164                  | Ondřej Sosenka (CZE)     |                      |
| 165                  | Piotr Chmielewski (POL)  |                      |
| 166                  | Seweryn Kohut (POL)      |                      |
| 167                  | Piotr Przydział (POL)    |                      |
| 168                  | Radosław Romanik (POL)   |                      |